# Astomum
Astomum é um género de musgo pertencente à família Pottiaceae.
O género possui uma distribuição quase cosmopolita.

## Espécies
O GBIF lista quatro espécies reconhecidas no gênero:
- Astomum cryptocarpum Broth.
- Astomum lorentzii (Müll.Hal.) Broth.
- Astomum mollifolium (Müll.Hal.) Broth.
- Astomum nicholsonii G. Roth.